# Frank Duff
Francis Michael "Frank" Duff (Dublín, 7 de junio de 1889 – Dublín, 7 de noviembre de 1980) fue un activista católico, conocido por atraer la atención sobre el rol de los laicos en el Concilio Vaticano II y por fundar la Legión de María.

## Primeros años
Frank Duff nació en Dublín en 1889, como el mayor de siete niños de John y Susan (Freehill) Duff. Concurrió al Blackrock College, y luego entró a la función pública a los 18. Seis años más tarde, a los 24, se unió a la Sociedad de San Vicente Paul y también perteneció a la sociedad de los Pioneros de Abstinencia Total del sagrado Corazón de Jesús en donde se ofrece el sacrificio de abstenerse de tomar toda bebida embriagante de por vida, y estuvo expuesto a la real pobreza de Dublín de ese entonces. Muchos de los que vivían en miserables conventillos se vieron obligados a asistir a comedores de beneficencia para su sustento, y algunas de las consecuencias naturales de la pobreza extrema, el alcoholismo y la prostitución eran moneda corriente en Dublín. Duff se unió y pronto emergió de las filas de la Conferencia de San Patricio como presidente en la parroquia San Nicolás de Myra. Duff, preocupándose por la gente que vio como material y espiritualmente privada, tuvo la idea de tomar los comedores comunitarios protestantes para establecer comedores católicos alternativos en su lugar.
En 1916, a los 27 años, Duff publicó su primer panfleto, ¿Podemos ser Santos?, en el cual expresó su convicción de que todos sin excepción son llamados a ser santos, y que a través de la fe cristiana todas las personas tienen disponibles los medios necesarios para alcanzar tal santidad. En 1917 conoció el Tratado de la verdadera devoción a la Santísima Virgen de San Luis María Grignion de Montfort, una obra que atrajo su atención a la importancia de la Virgen María en la vida de los laicos. Junto a un grupo de mujeres católicas y el Sacerdote Michael Toher, un sacerdote de la arquidiócesis de Dublín, formó la primera rama de lo que llegó a ser el primer grupo de la Legión de María, el 7 de septiembre de 1921. Desde esa fecha hasta su muerte, con la ayuda de muchos otros, el guio la extensión de la Legión en todo el mundo.

## La Legión de María
El 7 de septiembre de 1921, Duff fundó la Legión de María, una organización apostólica de laicos al servicio de la Iglesia católica, bajo la guía eclesiástica. Su doble propósito es el crecimiento espiritual de sus miembros, y el avance del reino de Cristo por medio de María. La Legión opera a través de todo el mundo. Hoy en día se reportan entre sus miembros activos y auxiliares (orantes) varios millones de miembros.

## Últimos años
En 1965, El Papa Pablo VI invitó Duff para asistir al Concilio Vaticano II como observador laico, un honor por el que el Papa reconoció y afirmó la obra de Duff para el apostolado seglar. Antes y después de esta participación, tuvo oportunidad de entrevistarse con varios Papas, para conversar sobre la asociación por él fundada, quienes le dieron su bendición y aliento.

## Muerte
Duff murió a los 91 años el 7 de noviembre de 1980 y fue enterrado en el Cementerio de Glasnevin, Dublín. 

## Causa de canonización
En julio de 1996 la causa de canonización fue introducida por el arzobispo de Dublín, Cardenal Desmond Connell.